# George Hazelwood Locket
George Hazelwood Locket (abreviado Locket) fue un profesor y aracnólogo británico que nació el 12 de octubre de 1900 en Kent, cerca de Surrey, y murió el 27 de enero de 1991.
Después de la Primera Guerra Mundial, estudió en Oxford, donde Sir Julian Huxley (1887-1975) lo convenció de abandonar la química por la biología. Dedicó su vida a la enseñanza de la ciencia (sobre todo la química ) y pasa su tiempo libre estudiando a las arañas. Recibe consejos de sus mayores: William Falconer (1862-1943), Edward John Hull (1863-1960) y Arthur Randell Jackson (1877-1944).
Después de la guerra, un pequeño grupo de aracnólogos británicos, incluido él mismo, William Syer Bristowe (1901-1979), Alfred Frank Millidge (1914 -) y Horace Theodore Savory (1896-1981), decidió producir una bien ilustrada identificación de las arañas de vida silvestre de Gran Bretaña. Este libro se publica en tres volúmenes bajo el título de arañas británicas, los dos primeros volúmenes firmados por Locket y Millidge (1951 y 1953), el último firmado, además, por Peter Merrett (1974). Este libro, claro y moderno, contribuirá en gran medida al desarrollo de la aranéología del Reino Unido. Participó en la creación en 1959 del Faltford Mill Field Centre, que se convertirá en la British Spider Study Group (1964) y la Sociedad Británica aracnológica (1969). Se recibe en 1974 los premios de la Sociedad Zoológica de Londres.

## Algunos taxones descritos
- Batueta Locket, 1982 - género de Araneae Linyphiidae
- Holma Locket, 1968 - género de ragni Linyphiidae
- Ibadana Locket & Russell-Smith, 1980 -género de Linyphiidae
- Johorea Locket, 1982 - género de Linyphiidae
- Nasoona Locket, 1982 - género de Linyphiidae
- Pseudomaso Locket & Russell-Smith, 1980 - género de Linyphiidae
- Simplicistilus Locket, 1968 - género de Linyphiidae

## Taxas denominadas en su honor
- Locketiella Millidge & Russell-Smith, 1992 - género de Linyphiidae
- Locketina Koçak & Kemal, 2006 - género de Linyphiidae
- Ceratinopsis locketi Millidge, 1995 - género de Linyphiidae
- Tmarus locketi Millot, 1942 -género de Thomisidae

## Algunas publicaciones
- Locket,G.H., 1965 - A new British species of linyphiid spider. Entomologist's mon. Mag. vol.101, p.48-50
- Locket,G.H., 1973 - Two spiders of the genus Erigone Audouin from New Zealand. Bull. Br. arachnol. Soc. vol.2, p.158-165
- Locket,G.H., 1976 - A note on the structure of the male palp of Callilepis nocturna (Linnaeus) (Araneae, Gnaphosidae). Bull. Br. arachnol. Soc. vol.3, p.159
- Locket,G.H., 1982 - Some linyphiid spiders from western Malaysia. Bull. Br. arachnol. Soc. vol.5, p.361-384

## Abreviatura (zoología)
La abreviatura Locket  se emplea para indicar a George Hazelwood Locket como autoridad en la descripción y taxonomía en zoología.